# Окружни судови Републике Српске
Окружни судови Републике Српске су првостепени и другостепени судови опште надлежности у Републици Српској.
Оснивају се за подручје два или више основних судова.

## Надлежност
Окружни суд је надлежан у првом степену:
- да суди за кривична дјела за која је законом прописана казна већа од десет година или дуготрајни затвор;
- да поступа у току истраге и након подизања оптужнице;
- да суди за кривична дјела за која је Суд Босне и Херцеговине пренио надлежност на окружне судове;
- да одлучује у свим управним споровима и то према сједишту првостепеног управног органа, као и о захтјевима за заштиту слобода и права, ако су такве слободе и права повријеђени коначним појединачним актом или радњом службеног лица у органима управе, односно одговорног лица у предузећу, установи или другом правном лицу, када за заштиту тих права није обезбијеђена друга судска заштита.

Окружни суд у другом степену одлучује:
- о жалбама против одлука основних судова;
- о другим редовним и ванредним правним лијековима.

Остала надлежност окружног суда је да:
- рјешава о сукобу мјесне надлежности између основних судова са свог подручја;
- одлучује о преносу мјесне надлежности са једног основног суда на други основни суд на свом подручју;
- одлучује о брисању осуде и престанку мјера безбједности и правних посљедица осуде, на основу судске одлуке;
- поступа по молбама за помиловање;
- рјешава о признавању одлука страних судова, страних трговачких судова и страних арбитража;
- пружа међународну правну помоћ у кривичним предметима;
- врши друге послове одређене законом.

У саставу Окружног суда у Бањој Луци постоји посебно самостално специјализовано одјељење, са стварном и мјесном надлежношћу за територију Републике Српске за кривична дјела прописана посебним законом.

## Организација
Предсједник суда је одговоран за руковођење цјелокупним судом и судском управом. Он представља суд пред другим органима и организацијама, а може поједине своје надлежности пренијети на судије тог суда или секретара суда.
Секретар суда је одговоран за правилно и благовремено обављање административних, техничких и финансијских послова у суду. У обављању својих дужности, секретар је одговоран предсједнику суда.
Све судије именује Високи судски и тужилачки савјет Босне и Херцеговине.